# 조원세
조원세(趙源世, 1920년 6월 12일 ~ 2002년 3월 5일)는 일제강점기의 조선귀족으로, 본관은 양주, 본적은 서울특별시 종로구 청진동이다. 남작 조동희의 증손자이자 남작 조중헌의 손자이며 아버지 조긍호의 셋째 아들이다.
1944년 9월 16일 자신의 할아버지였던 조중헌이 받은 남작 작위를 승계받았으며 같은 해 10월 2일 일본 정부로부터 종5위에 서위되었다. 친일반민족행위진상규명위원회가 발표한 친일반민족행위 705인 명단에 포함되었다.

## 참고자료
- 친일반민족행위진상규명위원회 (2009). 〈조원세〉. 《친일반민족행위진상규명 보고서 Ⅳ-17》. 서울. 102~103쪽.